# Frágil (canción de Yahritza y su Esencia y Grupo Frontera)
«Frágil» es una canción de regional mexicano de las bandas estadounidenses Yahritza y su Esencia y Grupo Frontera. Fue escrita por Kevyn Cruz, Luis Ángel O'Neill Laureano, Yahritza Martínez y Edgar Barrera, quién también la produjo. Fue lanzada como sencillo el 7 de abril de 2023 a través de Lumbre Music, Columbia Records y distribuida por Sony Music Latin.
La canción es uno de los mayores éxitos de ambos grupos, ya que llegó a la posición 68 en la lista Billboard Hot 100 y fue certificada platino por la AMPROFON en México.
Musicalmente es una canción de cumbia norteña mexicana, con arreglos de música sierreña y grupera, líricamente trata sobre el desamor, y el cuestionamiento de una persona hacia su pareja del porqué esta le ha roto el corazón.
La canción fue nuevamente popular en junio de 2023, luego de que el presidente de México Andrés Manuel López Obrador, la transmitiera durante una de sus conferencias de prensa matutinas, conocidas coloquialmente como «mañaneras».

## Recepción crítica
La revista Wow publicó: «Es un tema cargado de emociones, ambos vocalistas cantan sobre el desamor y la debilidad en el amor».

## Desempeño comercial
La canción debutó en la lista Billboard Hot 100 en la semana del 6 de mayo de 2023 en la posición número 82, siendo la segunda entrada de Yahritza y su Esencia y la sexta de Grupo Frontera a la lista.

## Video musical
Un video oficial fue publicado en el canal de YouTube de Yahritza y su Esencia horas antes del estreno de la canción en plataformas digitales.

## Presentaciones en vivo
El 2 de abril de 2023, antes del lanzamiento oficial del sencillo, ambos grupos interpretaron por primera vez en vivo la canción en el festival de música Tecate Pa'l Norte en Monterrey, México ante aproximadamente 100 000 personas presentes. Yahritza y su Esencia fueron los invitados de Grupo Frontera en esa presentación.

## Posicionamiento en listas
| Lista                         | Mejor posición |
| ----------------------------- | -------------- |
| Argentina (Argentina Hot 100) | 28             |
| Bolivia (Bolivia Songs)       | 2              |
| Costa Rica (Monitor Latino)   | 5              |
| Ecuador (Ecuador Songs)       | 12             |
| El Salvador (Monitor Latino)  | 2              |
| E.E. U.U. (Billboard Hot 100) | 69             |
| E.E. U.U. (Hot Latin Songs)   | 11             |
| Global (Billboard Global 200) | 37             |
| Guatemala (Monitor Latino)    | 2              |
| México (Mexico Songs)         | 7              |
| Países Bajos (Dutch Top 40)   | 8              |
| Perú (Peru Songs)             | 11             |
| Uruguay (Monitor Latino)      | 3              |

## Certificaciones
| País   | Organismo certificador | Certificación | Ventas certificadas | Ref.   |
| ------ | ---------------------- | ------------- | ------------------- | ------ |
| México | AMPROFON               | platino       | 140 000             | [ 22 ] |